# Aurignaci kultúra

Az aurignaci típusú kultúrák elterjedése az ismert lelőhelyek alapján

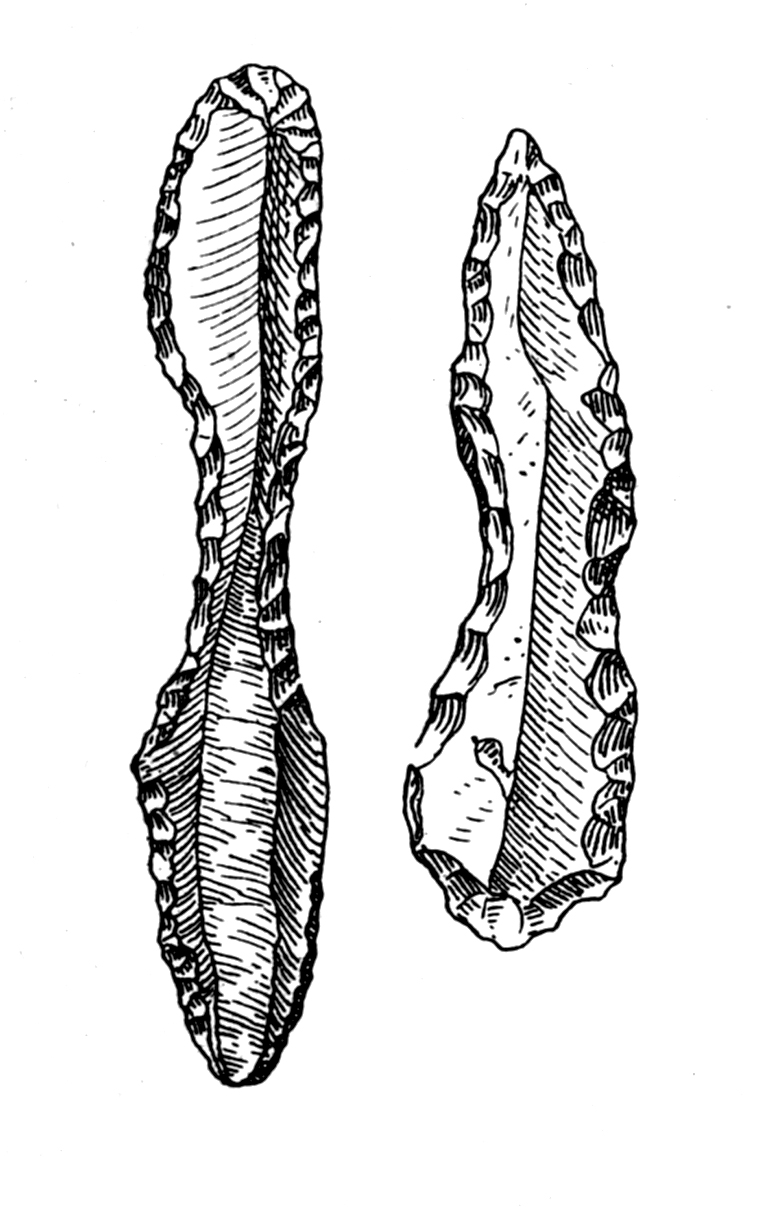
Aurignaci típusú eszköz

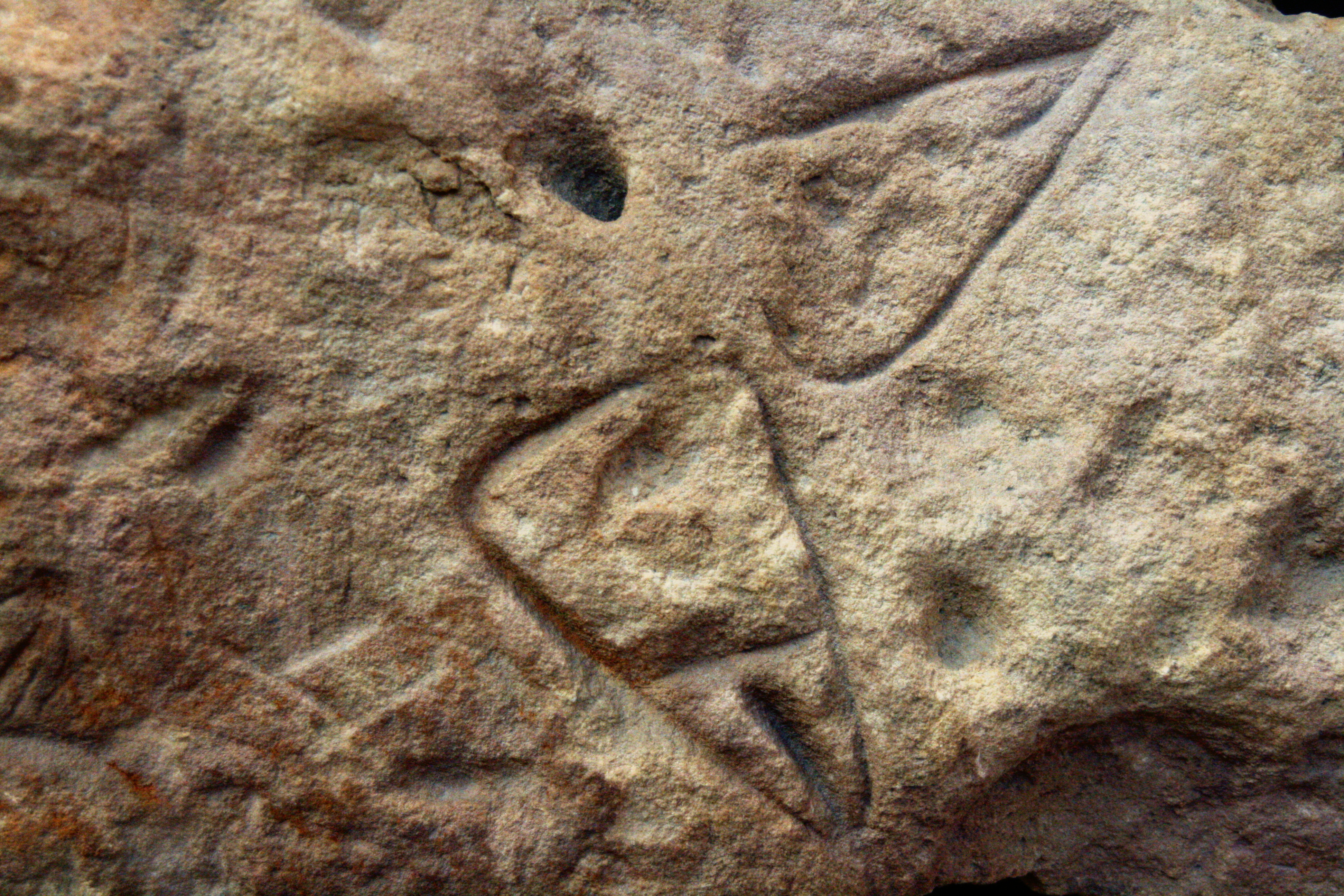
Aurignaci véset (valószínűleg női vénuszdomb ábrázolása) a franciaországi Savignac-de-Miremont közeléből

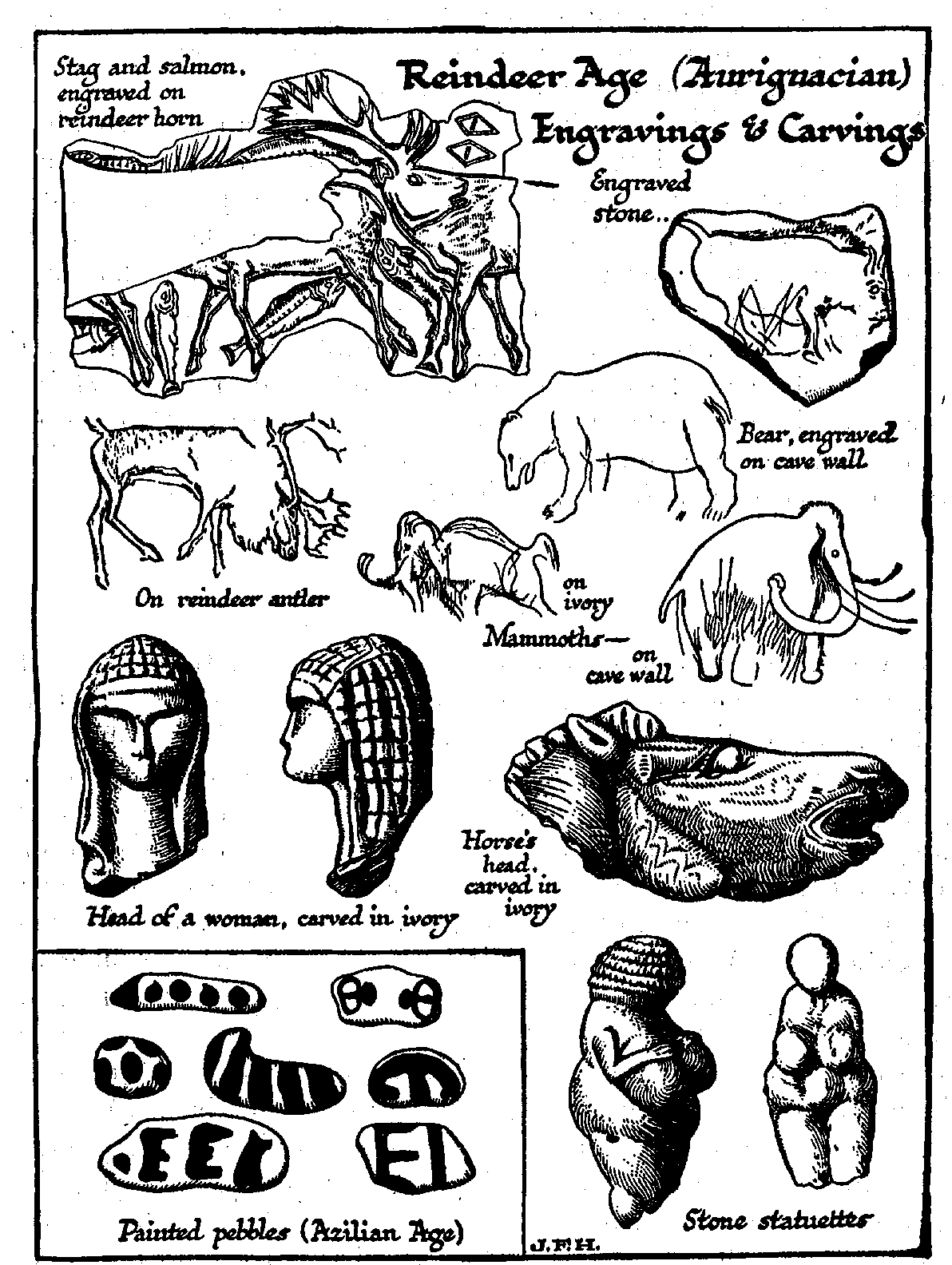
Jellegzetes aurignaci rajzok és kisplasztikák

Az aurignaci kultúra Európa és Délnyugat-Ázsia régészeti kultúrája. Nevét első lelőhelyéről (típuskultúra), a dél-franciaországi Aurignac település mellett feltárt leletegyüttesről kapta. Ezt 1852-ben Édouard Lartet francia őslénykutató fedezte fel. A kultúrához besorolt leletek legkorábbi képviselői 40–36 000 évvel ezelőttiek, az utolsó ilyen jellegű leletek 28–26 000 évesek. Az aurignaci típusú kultúrák az őskőkorszak utolsó periódusának, a felső paleolitikumnak kezdeti szakaszára esnek. Megelőző kultúrája a Moustier-, követője pedig a gravetti. Közép- és kelet-európai változata a Szeleta-kultúra.

## Általános jellemzői
Az aurignaci eszköztár pengeszerű kőeszközökből (kések, kaparók, szilánkeszközök) és vésett-faragott csonteszközökből állt. Kő- és csonthegyű lándzsákat, kővel vagy mamutagyarból faragott golyóval nehezített pányvát használtak vadászfegyverként. Számos lelet tömegvadászatokra utal, ahol a nagyvadak (például lovak) teljes csordáit semmisítették meg. Solutréen falu mellett egy lelőhelyen 40-100 000 ló csontvázát tartalmazó réteget tártak fel. Veremrendszereket ástak a vadak itatóhelyre vezető csapásai mentén.
Halottaikat sokszor guggoló testtartásban, magas halmok alá temették. Más módszer volt a sekély gödrökben magzati pózban temetés, valamint sziklapárkányok alatti, nagyobb kőlapokkal vagy mamutlapockával betakart temetés. A testet általában vörös okkerral festették meg. Ennek oka vitatott, általánosan elfogadott magyarázat szerint az élet színét adták nekik. Más magyarázat szerint a pusztító tűz színével az elhunyt visszatértét kívánták megakadályozni.
Az aurignaci típusú kultúrákhoz kapcsolódnak a nagyarányú művészeti tevékenységek kezdetei, a barlangrajzok kora (Chauvet-barlang, Altamira-barlang, Lascaux-i barlang stb.). A legkorábbi ilyen jellegű barlangrajzok Észak-Spanyolországból és Dél-Franciaországból származnak.
Az aurignaci kultúra olyan mértékben a neandervölgyi ember létének utolsó szakaszában jött létre, hogy ahol embercsont-leletek nem kerültek elő, ott nehéz meghatározni a késő-neandervölgyi és a kora-aurignaci közötti határt. Az 1990-es évekig úgy gondolták, hogy a neandervölgyiek egyáltalán nem alkottak művészi jelleggel, nem alkalmaztak testdíszítést és nem voltak zeneszerszámaik. Mára ennek az ellenkezője egyértelműen bebizonyosodott, de még mindig nem megoldott kérdés, hogy a késő-neandervölgyiek művészete önálló fejlemény-e, hatott-e az aurignaci fejlődésre, vagy éppen ellenkezőleg, az aurignaci emberek eszköztára és művészete hatott az utolsó neandervölgyiekre.
A legősibb bálványok 35 000 évvel ezelőtt keletkeztek (például a willendorfi vénusz), abban az időszakban, amikor az aurignaci és neandervölgyi emberek együtt éltek.